# Marks, Vedens och Bollebygds häraders domsaga
Marks, Vedens och Bollebygds häraders domsaga var mellan 1696 och 1920 en domsaga i Älvsborgs län som omfattade Marks, Vedens och Bollebygds härader. 
Domsagan lydde under Göta hovrätt. 
Den 31 december 1919 upplöstes domsagan och verksamheten övergick till Borås domsaga (Vedens och Bollebygds tingslag) och Marks domsaga (Marks tingslag).

## Tingslag
- Marks tingslag
- Vedens tingslag
- Bollebygds härad

## Häradshövdingar[1]
- 1696-1699 Anders Hylthén
- 1699-1714 Johan von Hoffdahl
- 1714-1734 Daniel Lagerqvist[2]
- 1734-1736 Johan Ehrenlund
- 1736-1741 Simon Martin Hörling
- 1742-1755 Reinhold Höijer
- 1756-1775 Eric Cederlöf
- 1775-1796 Johan Rogberg
- 1796-1829 Samuel von Stahl
- 1829-1878 Bengt Wolter Hessle
- 1879-1893 Fredrik Wilhelm Åberg
- 1893-1919 Johan Henrik Olaus Wold